# برآمدگی بزرگ دوازدهه
برآمدگی بزرگ دوازدهه (به انگلیسی: wirsung یا Major duodenal papilla) یا مجرای پانکراتیک اصلی (به انگلیسی: main pancreatic duct) یک برآمدگی گرد در دوازدهه است که مجرای صفراوی مشترک و مجرای پانکراس در آن تخلیه می‌شود. در بیشتر افراد، مکانیسم اصلی ترشح صفرا و سایر آنزیم‌هایی ست که هضم را تسهیل می‌کنند.

## ساختار
موقعیت مجرای پانکراتیک اصلی در مجاورت قسمت دوم دوازدهه، ۷ تا ۱۰ سانتی‌متر از پیلور، در سطح دوم یا سوم مهره‌های کمر قرار دارد. توسط اسفنکتر اوددی، یک عضله دایره ای شکل، احاطه شده و مخلوطی از آنزیم‌های پانکراس و صفرا از آمپول واتر دریافت می‌کند، که هر دو مجرای پانکراس و سیستم صفراوی را تخلیه می‌کند.
محل اتصال بین جلو و روده مستقیماً در زیر مجرای پانکراتیک اصلی رخ می‌دهد. دوازدهه کمتر از یک سانتیمتر وارد لومن دوازدهه می‌شود. به نظر گرد است و اغلب توسط چین در بالاترین قسمت پاپیلا پوشانده می‌شود؛ یعنی طرفی که محتویات را از معده دریافت می‌کند.
مجرای پانکراتیک اصلی از دوازدهه به صورت خوابیده در داخل چین مخاط دیده می‌شود. مجرای پانکراتیک فرعی در ۲ سانتی‌متر پروگزیمال واقع شده‌است.

## انواع
مجرای پانکراتیک اصلی گاهی اوقات در محل اتصال بین قسمتهای نزولی و افقی دوازدهه یا در قسمت افقی اثنی عشر دیده می‌شود. یک مطالعه موردی بر روی ۱۰۰۰ نفر به ترتیب در ۱۲ و ۸٪ نشان داد. در قسمت سوم دوازدهه، سطح مهره‌ها ممکن است L2-3 باشد و در حدود ۱۰٪ افراد ممکن است صفرا دریافت نکند. بعلاوه در تعداد کمی از افراد، مجرای اصلی تخلیه پانکراس ممکن است در واقع مجرای جانبی پانکراس باشد.

## عملکرد
آنزیم‌های پانکراس و صفرا از دو مجرای پانکراس و سیستم صفراوی به دوازدهه تخلیه می‌شوند. این هضم غذا را تسهیل می‌کند. به ویژه پروتئین‌ها (آنزیم‌های پانکراس) و ویتامین‌های محلول در چربی (صفرا).

## اهمیت بالینی
مجرای کوچک مجرای سانتورینی را تخلیه می‌کند، از نظر موقعیت برتر نسبت به پاپیلای ماژور. در تفرقه پانکراس، که در آن پاپیلای جزیی قسمت عمده ترشحات پانکراس را تخلیه می‌کند و عمده ترشحات کمی را ترشح می‌کند (برعکس حالت طبیعی)، ممکن است یک سانتورینیزل ایجاد شود که منجر به انسداد ترشحات / ریفلاکس و در نتیجه پانکراتیت شود.

## تاریخچه
مجرای بزرگ دوازدهه اولین بار توسط Gottfreid Bidloo در سال ۱۶۸۵ به تصویر کشیده شد، اگرچه گاهی اوقات به نام ابراهام واتر، پاپیلای واتر نامیده می‌شود.